# Watkins (Colorado)
Watkins statisztikai település az USA Colorado államában, Adams és Arapahoe megyében. Lakosainak száma 682 fő (2020. április 1.).

## Népesség
A település népességének változása:

| 2010 | 653 |
| 2020 | 682 |